# Mac OS 8
Mac OS 8 [mæk oʊ ɛs eɪt] — серия версий классической Mac OS, которая использовалась во время перехода через крупные изменения в аппаратной платформе Macintosh. Её наиболее ранний релиз всё ещё поддерживали компьютеры с процессорами Motorola 68040; более поздние релизы (Mac OS 8.1 и 8.5) поставлялись с системами, основанными на процессорах PowerPC G3, такими как первые iMac и PowerMac G3. Она ассоциируется с PowerPC второго поколения, которые Apple продавала в то время. В течение первых недель с релиза (26 июля 1997 года) Mac OS 8.0 было продано более 1,2 миллиона копий.

## Версии Mac OS 8
| Версия | Дата выпуска    | Изменения                                                  | Кодовое имя          | Цена                  |
| ------ | --------------- | ---------------------------------------------------------- | -------------------- | --------------------- |
| 8.0    | 26 июля 1997    | Изначальный релиз                                          | Tempo                | 99 $                  |
| 8.1    | 19 января 1998  | Файловая система HFS+                                      | Bride of Buster      | Бесплатное обновление |
| 8.5    | 17 октября 1998 | Поддержка только PPC, Sherlock, темы, 32-битные иконки     | Allegro              | 99 $                  |
| 8.5.1  | 7 декабря 1998  | Исправление падений системы, утечек памяти и потерь данных | The Ric Ford Release | Бесплатное обновление |
| 8.6    | 10 мая 1999     | Новое наноядро для поддержки Multiprocessing Services 2.0  | Veronica             | Бесплатное обновление |